# Antal Szebeny
Antal Szebeny (6 de abril de 1886-18 de junio de 1936) fue un deportista húngaro que compitió en remo.
Ganó una medalla de bronce en el Campeonato Europeo de Remo de 1910, en la prueba de ocho con timonel. Sus hermanos György y Miklós también compitieron en remo.

## Palmarés internacional
| Campeonato Europeo | Campeonato Europeo | Campeonato Europeo | Campeonato Europeo |
| Año                | Lugar              | Medalla            | Prueba             |
| ------------------ | ------------------ | ------------------ | ------------------ |
| 1910               | Ostende (Bélgica)  | Medalla de bronce  | Ocho con timonel   |